# ککه گلادزه
اِکاترین جرجیو گلادزه (به گرجی: ეკატერინე გიორგის ასული გელაძე) (متولد ۱۸۵۵ – درگذشته ۴ ژوئن ۱۹۳۷) شناخته شده با نام کِکه، مادر دومین رهبر اتحاد جماهیر شوروی، ژوزف استالین، بود.

## زندگی
ککه در خانواده ای سرف (دهقان) و کاتولیک مذهب به سال ۱۸۵۶ (یا ۱۸۵۸) در گلادزه نزدیک گوری گرجستان متولد شد. پدرش جیورجی گلادزه هم‌زمان با کار بر روی زمین به آجرسازی نیز مشغول بود. او همچنین دو برادر به نام‌های «جیو» و «ساندالا» نیز داشت.
ککه وقتی ۱۷ ساله بود (سال ۱۸۷۲) با جوانی پینه‌دوز (کفاش) به نام بسارین جوغاشویلی ازدواج کرد و از آن صاحب سه فرزند شد که دوتا از آنها از دنیا رفتند و سومی که نام یسب (ژوزف-یوسف) برآن نهاده شد، پس از دعاهای فراوان مادر به نزد خداوند توانست جان سالم به‌در بَرَد و غسل تعمید ببیند. به پاس این لطفِ خداوند، ککه نذر کرد که یسب یا سوسولو (به معنی سوسوی کوچک-این نام غیررسمی بود که مادر بر استالین گذاشته بود) را در کسوت کشیش درآورد.

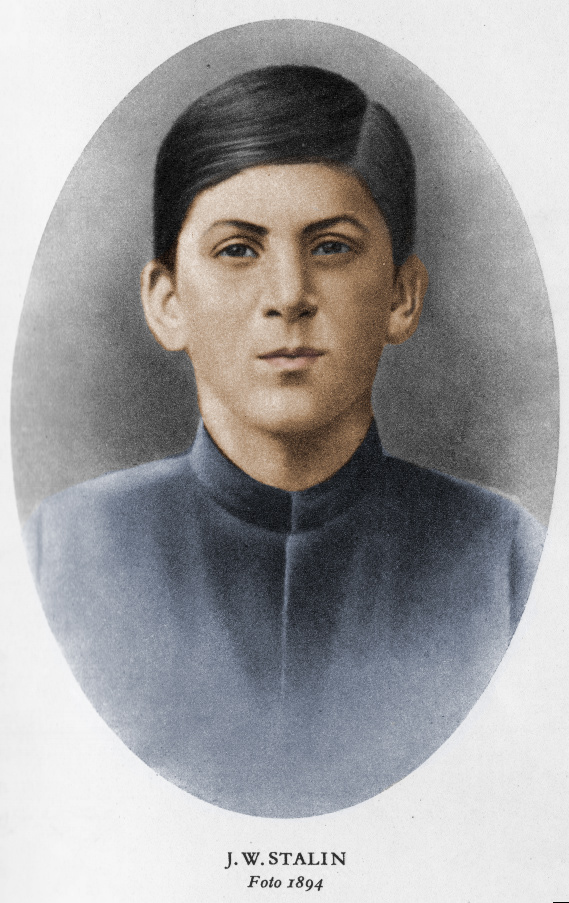
یسب جوغاشویلی (بعدها استالین) در نوجوانی

همسر او بسارین که مردم محلی به او لقب «دیوانهٔ شهر» را داده بودند، مردی فاسد و خشن بود، او بیشتر وقت خود را به میخواری و عیاشی می‌گذراند و علاوه بر این‌که ککه را کتک می‌زد به تربیت فرزند خود نیز توجهی نمی‌کرد و در نهایت هم خانواده را ترک کرد و رهسپار تفلیس شد. یُسِب (در کودکی ملقب به سوسو) عملاً تحت تربیت مادر خود بزرگ شد و اِکاترین برای فراهم کردن خرج خانه و مایحتاج فرزندان به سختی کار می‌کرد و عمدتاً به کارگری در خانه‌های مردم مبادرت می‌ورزید. گفته می‌شود که ککه در آن دورانِ سخت، استالین کوچک را به‌حدی کتک می‌زد که صورت او خونین می‌شده‌است.

اکاترین که زنی پایبند به عقاید مذهبی بود و براساس نذری که کرده بود، یسبِ نوجوان را به تفلیس فرستاد تا در آنجا به تحصیل در علوم دینی بپردازد. یسب اما پس از مطالعهٔ آثار مارکسیستی و عضویت در یک گروه زیرزمینی سوسیالیستی، از عقاید دینی خود رویگردان شد تا جاییکه درنهایت او را در سال ۱۸۹۹ از آن مدرسهٔ مذهبی اخراج کردند. زین پس یسب که نام استالین (مرد آهنین) را برای خود انتخاب کرده بود به‌شدت درگیر مبارزهٔ انقلابی با حکومت تزارها شده بود. استالین پس از فرار از تبعید سیبری به دیدار مادر خود رفت و تا ده سال بعد دیگر خبری از او به نزد مادرش نرسید. بعد از انقلاب اکتبر در سال ۱۹۲۲ و با پیگیری‌های استالین و حکومت مرکزیِ گرجستانِ شوروی، ککه از گوری به تفلیس نقل مکان کرد و در یک قصر سلطنتی و تحت حمایت و محافظت پلیس مخفی شوروی، سکونت گزید.

ککه گلادزه سرانجام در ۴ ژوئن ۱٩٣٧ به‌سبب نارسایی قلبی درگذشت. استالین اما به دلایل امنیتی نتوانست در خاکسپاری مادرش شرکت کند و از طرف او لاورنتی بریا با دسته گلی که به زبان گرجی روی آن این عبارت (برای مادری عزیز و محبوب، ازطرف فرزند تو یسب جوغاشویلی) نوشته شده بود، حضور یافت. به دستور استالین ککه را در پانتئون متاتسمیندا، یکی از مشهورترین قبرستان‌های گرجستان به خاک سپردند.

## رابطهٔ استالین و مادر
دو روایت درباب رابطهٔ استالین با مادرش وجود داشت: روایت اول می‌گوید که استالین رابطهٔ خوبی با مادر خود نداشته و ادعا می‌شود استالین ککه را «هرزه» خطاب می‌کرده‌است. ملاقات‌های دیرهنگام و عدم دعوت از مادر برای سکونت در مسکو و شرکت نکردن وی در تشییع جنازهٔ مادرش به بهانه‌های امنیتی دلایلی هستند که برای صدق این رابطهٔ تلخ مادر-فرزندی بیان شده‌اند.
روایت دوم براساس نامه‌های محبت‌آمیز استالین با مادرش درهنگامی که او مشغول عمل انقلابی بوده‌است، تعریف می‌شود. برهمین اساس و دلایل دیگری چون سکونت دادن مادر در یکی از قصرهای باشکوه تفلیس و عدم دعوت او به مسکو به‌دلیل ناآشنایی مادرش با زبان روسی و همچنین خاک کردن او در مهمترین گورستان کشور گرجستان، ادعا می‌شود که رابطهٔ استالین با ککه خوب بوده‌است.

## شایعات
مردم شهر گوری گمانه‌زنی‌هایی دربارهٔ پدر اصلی استالین داشتند و هرکس پدر او را شخص متفاوتی معرفی می‌کرد. مهمترین این گمان‌ها پدر استالین را فردی یهودی به نام «یاکوف اگناتاشویلی» می‌داند. اگناتاشویلی همان فردی است که ککه در خانهٔ او کارگری می‌کرد و خرج تحصیل استالین را می‌داد و بنابر شایعات مردم، اگناتاشویلی در ازای این لطف با مادر استالین رابطه برقرار می‌کرد. البته منتقدان سرزدن این عمل را از زنی به شدت مذهبی دور می‌دانند.
به‌محض این‌که استالین دیکتاتور شوروی شد، شایع شد که پدر واقعی وی نیکالای پرژوالسکی است. این مرد مشهور که کاشفِ آسیای مرکزی بود، شباهت بسیاری به استالین بزرگسال داشت. گفته می‌شود که پرژوالسکی از شهر گوری عبور کرده و در همان‌جا با ککه آشنا شده بود. شایعۀ دیگری وجود داشت مبنی بر اینکه امپراتور آیندۀ روسیه، الکساندر سوم، پدر استالین بوده‌است. ظاهراً ککه موقع اقامت الکساندر سوم در قصر وی در تفلیس خدمتکاری می‌کرده‌است. اما این شایعات حقیقت نداشتند. پرژوالسکی همجنس‌بازی بود که در هنگامِ حامله شدنِ ککه، در گرجستان یا نزدیکی آن به سر نمی‌برد. در مورد تزار الکساندر سوم هم باید گفت زمانی که وی در تفلیس بود ککه در جای دیگری به‌سر می‌برد.